# 73 (število)
73 (tríinsédemdeset) je naravno število, za katero velja velja 73 = 72 + 1 = 74 - 1.

## V matematiki
- tretje praštevilo, ki ni Čenovo praštevilo.
- tretje praštevilo, ki ni Higgsovo praštevilo za eksponent 2.
- četrto zvezdno število.
- sedmo srečno praštevilo.
- deveto pitagorejsko praštevilo {\displaystyle 73=4\cdot 18+1\!\,}.
- vsako pozitivno celo število je vsota največ 73. enakih ali različnih šestih potenc (glej Waringov problem).

## V znanosti
- vrstno število 73 ima tantal (Ta).

## Drugo

### Leta
- 473 pr. n. št., 373 pr. n. št., 273 pr. n. št., 173 pr. n. št., 73 pr. n. št.
- 73, 173, 273, 373, 473, 573, 736, 773, 873, 973, 1073, 1173, 1273, 1373, 1473, 1573, 1736, 1773, 1873, 1973, 2073, 2173